# Slamniki
Slamniki (IPA: [ˈslaːmniki]) è un insediamento (naselje) del Comune di Bled nella regione statistica dell'Alta Carniola in Slovenia.